# Ottava (musica)

Intervallo di ottava Do - Do

In musica, l'ottava è l'intervallo tra due suoni, tale che quello più alto (acuto) ha frequenza doppia del più basso (grave). Per esempio, nella musica occidentale, il LA centrale ha frequenza 440 Hz, quindi il LA posto un'ottava sopra ha frequenza 880 Hz (esattamente il doppio) ed il LA posto un'ottava sotto ha frequenza 220 Hz (esattamente la metà).  
Il termine ottava (a volte abbreviato in 8a o 8va) prende il nome dalla rispettiva numerazione negli intervalli della scala diatonica:  
Do (1), Re (2), Mi (3), Fa (4), Sol (5), La (6), Si (7) ... Do (8), Re (9), Mi (10), ... ecc. 
Nei termini di consonanza e dissonanza, nel giudizio dei diversi intervalli, l'ottava è quello più semplice da riconoscere, similmente al unisono, e quindi il primo fra tutti per consonanza. L'orecchio umano tende a sentire due note separate da un'ottava come se fossero "uguali". Per questa ragione, alle note distanti un'ottava è dato lo stesso nome nel sistema di notazione occidentale. Nella scala cromatica (a 12 semitoni), l'intervallo di "ottava" è un salto di 13 "note", contando le estremità; nel sistema musicale occidentale, questi semitoni di solito sono equi-spaziati nel metodo noto come temperamento equabile.
La notazione musicale prevede che in alcuni casi, per facilitare la lettura all'esecutore, una parte di un brano possa essere trascritta all'ottava inferiore o superiore, evitando così troppi tagli addizionali. Succede ad esempio con la parte dei pedali dell'organo, oppure con le parti vocali destinate ai tenori, che vengono trascritte all'ottava superiore. Per lo stesso motivo, alcuni strumenti musicali sono traspositori di ottava e si scrivono sempre un'ottava sopra o sotto.